# Koller Virág
Koller Virág, Koller Gabriella Virág (Érd, 2001. március 8. –) magyar szinkronszínésznő, gyermekszínész. A Barátok közt egyik szereplője volt, ahol Fekete Lucát alakította 2011 és 2019 között.

## Filmszerepei
- Berosált a rezesbanda (ifjúsági film, 2013) – Fáncsi

## Szinkronszerepei

### Filmekben
| Cím                                      | Szereplő              | Színész                     |
| ---------------------------------------- | --------------------- | --------------------------- |
| Egy troll New Yorkban                    | Rosie                 | Tawny Sunshine Glover       |
| Gru                                      | Agnes                 | Elsie Fisher                |
| Gru 2.                                   | Agnes                 | Elsie Fisher                |
| Nagyfiúk 2.                              | Becky Feder           | Alexys Nicole Sanchez       |
| Az öt legenda                            | Sophie Bennett        | Georgie Grieve              |
| Szex és New York                         | Lily York Goldenblatt | Alexandra Fong, Parker Fong |
| Táncoló talpak 2.                        | 1. fókaborjú          | Oscar Beard                 |
| Fogságban                                | Anna Dover            | Erin Gerasimovich           |
| Csillagok között                         | Murph fiatalon        | Mackenzie Foy               |
| Kislány a küszöbön                       | Magdalena             | Emma Schweiger              |
| Az igazi kaland                          | Rosie Mee             | Maggie Elizabeth Jones      |
| A diótörő és a négy birodalom            | Clara Stahlbaum       | Mackenzie Foy               |
| Rossz anyák                              | Jane, Amy kislánya    | Oona Laurence               |
| Rossz anyák karácsonya                   | Jane, Amy kislánya    | Oona Laurence               |
| Godzilla II. – A szörnyek királya        | Madison Russell       | Millie Bobby Brown          |
| Godzilla Kong ellen                      | Madison Russell       | Millie Bobby Brown          |
| Doctor Strange az őrület multiverzumában | America Chavez        | Xochitl Gomez               |

### Sorozatokban
| Cím                        | Szereplő                         | Színész                                   |
| -------------------------- | -------------------------------- | ----------------------------------------- |
| Csűrcsavarosdi             | Copfli                           | Kriselle Basilio                          |
| Evermoor titkai            | Cotton Lively                    | Jennie Eggleton                           |
| Hank Zipzer                | Ashley Wong                      | Chloe Wong (1. évad) Alicia Lai (2. évad) |
| Jessie                     | Zuri Zanobia Ross                | Skai Jackson                              |
| K.C., a tinikém            | Judy Cooper (1. évad)            | Trinitee Stokes                           |
| Kikiwaka tábor             | Zuri Zanobia Ross                | Skai Jackson                              |
| Krypto, a szuperkutya      | Melanie Whitney                  |                                           |
| Pac-Man és a szellemkaland | Cylindria                        |                                           |
| Peppa malac                | Peppa                            | Harley Bird                               |
| Rosie világa               | Holly                            |                                           |
| Sok sikert, Charlie!       | Charlotte „Charlie” Duncan       | Mia Talerico                              |
| Szófia hercegnő            | Amber hercegnő                   |                                           |
| Tickety Toc                | Tallulah                         | Isabelle Seratch / Ruby Love              |
| Szulejmán                  | Mihrimah szultána                | Melis Mutluç (gyerek)                     |
| A szultána                 | Dilruba szultána, Fatma szultána | Melisa İlayda Özcanik, Balim Gaye Bayrak  |
| Violetta                   | Agustina                         | Lara Muñoz                                |
| A zűr közepén              | Georgie Diaz                     | Kayla Maisonet                            |
| Bella és a Bulldogok       | Bella Dawson                     |                                           |

### Videójáték
| Cím               | Szereplő |
| ----------------- | -------- |
| League of Legends | Annie    |